# Laura Perls
Laura Perls (* 15. August 1905 als Lore Posner in Pforzheim; † 13. Juli 1990 ebenda) war eine deutsche Psychologin und Psychoanalytikerin. Sie begründete gemeinsam mit ihrem Ehemann, dem Psychiater und Psychoanalytiker Fritz Perls, und dem Sozialphilosophen und Schriftsteller Paul Goodman die Gestalttherapie.

## Leben
Laura Posner wuchs in einer jüdischen Juweliersfamilie in Pforzheim auf. Sie besuchte das Reuchlin-Gymnasium (als einziges Mädchen in der Klasse) und begann 1923 ein Jura-Studium in Frankfurt/Main. 1926 wechselte sie von Jura zu Psychologie und Philosophie. Sie besuchte Lehrveranstaltungen bei den Gestaltpsychologen Max Wertheimer, Kurt Goldstein und Adhémar Gelb, bei dem sie ihre Doktorarbeit schrieb, außerdem bei Edmund Husserl, Paul Tillich und Martin Buber.
Im Jahr 1927 begann sie eine psychoanalytische Ausbildung bei Karl Landauer. Es folgte eine Lehranalyse bei Frieda Fromm-Reichmann. Ab 1931 hatte sie eine eigene psychoanalytische Praxis; ihr Supervisor war Otto Fenichel.
Ihren späteren Ehemann, dem Psychiater und Nervenarzt Fritz Perls, lernte sie in einer Lehrveranstaltung von Goldstein und Gelb kennen. Sie heirateten 1930 und zogen nach Berlin. Das Paar bekam zwei Kinder: Renate (* 1931) und Steve (* 1935).
Schon von Kindheit an hatte Laura Perls Tanz- und Bewegungsunterricht. Seit 1931 praktizierte und lernte sie sensitive Körper- und Bewegungsarbeit bei Elsa Gindler.
1932 beteiligte sie sich an einer antifaschistischen Gruppierung, die die Nationalsozialisten bekämpfte. Nach der Machtübergabe an die Nationalsozialisten 1933 war sie mit ihrem Mann bald zur Flucht gezwungen – sie emigrierten zuerst in die Niederlande. 1934 gingen sie und ihr Mann ins Exil nach Südafrika. Dort gründeten sie das erste psychoanalytische Institut im Land. In dieser Zeit begannen erste Vorarbeiten zur Gestalttherapie – die ihr Mann in seinem ersten Buch Das Ich, der Hunger und die Aggression veröffentlichte (1942).
1947 wanderten Laura und Fritz Perls in die USA aus. Sie lebte und arbeitete ab da überwiegend in New York und leitete, nachdem ihr Ehemann an die amerikanische Westküste zog, das New York Institute for Gestalt Therapy, das sie 1952 mitgegründet hatte. Im Jahr 1976 gab sie die Privatpraxis auf und widmete sich ausschließlich noch der Ausbildungstätigkeit.
Sie starb 1990 im Siloah Krankenhaus in Pforzheim und ist auf dem jüdischen Friedhof in Pforzheim zusammen mit ihrem Mann Fritz Perls begraben.

## Würdigung
Laura Perls steht für einen besonderen Stil der Gestalttherapie – für eine sehr bodenständige und zugewandte therapeutische Arbeit mit dem Klienten, für Commitment mit dem Klienten und für eine unspektakuläre Arbeit der kleinen Schritte.
Ihr Einfluss auf die Theorieentwicklung und Praxis der Gestalttherapie ist enorm, jedoch veröffentlichte sie selbst lebenslang nur wenig. Ihre Mitwirkung am Grundlagenbuch Gestalttherapie (von Fritz Perls, Paul Goodman und Ralph F. Hefferline, 1951) blieb unerwähnt.
Vom 3. bis 5. Juni 2005 fand in München die Internationale Laura-Perls-Tagung statt. Ihre Beiträge für die „offene weibliche Arbeitsform“ in der Gestalt als Lebensform wurde inzwischen in den Büchern vieler ihrer Schülerinnen ausführlicher dargestellt.
Die Vergabe des Literaturpreises Lore Perls findet erstmals 2021 in Pforzheim statt.

## Schriften
- Die Erscheinungen des simultanen Kontrastes und der Eindruck der Feldbeleuchtung. Dissertation 1932 bei Adhémar Gelb, Frankfurt (Volltext siehe Weblinks)
- Leben an der Grenze. Essays und Anmerkungen zur Gestalttherapie. Hrsg. von Milan Sreckovic. Edition Humanistische Psychologie, Köln 1989 (3. Auflage 2005), ISBN 3-926176-11-3.
- Nancy Amendt-Lyon (Hrsg.): Zeitlose Erfahrung: Laura Perls’ unveröffentlichte Notizbücher und literarische Texte 1946–1985. Psychosozial-Verlag, Gießen 2017, ISBN 978-3-8379-2702-3.